# Da-Wen Sun

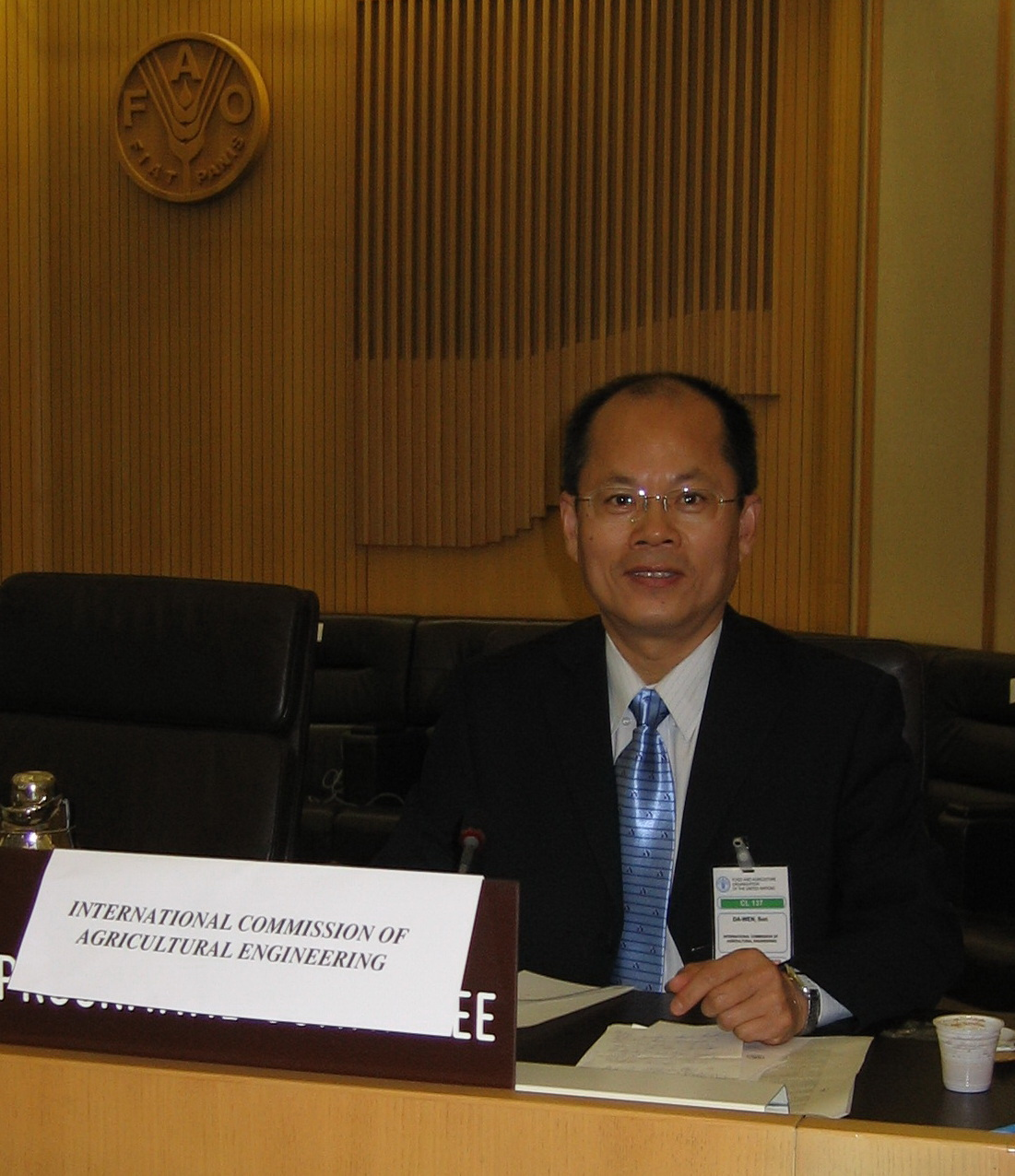
孫大文 / 孙大文
Da-Wen Sun @ UN FAO

Sun Dawen (chineză simplificată: 孙大文; chineză tradițională: 孫大文; pinyin: Sūn Dàwén), cunoscut ca Da-Wen Sun,  este profesor de Ingineria Alimentelor și Biosistemelor la University College Dublin, Universitatea Națională a Irlandei.

## Biografie
Născut în sudul Chinei, Profesorul Da-Wen Sun este o autoritate mondială în cercetare și educație în domeniul ingineriei alimentelor. 
Principalele lui domenii de cercetare includ procesele și sistemele de răcire, uscare și refrigerare, calitatea și siguranță produselor alimentare, simularea și optimizarea bioproceselor și tehnologia de vizualizare computerizată. În mod special, studiile lui novatoare în domeniul răcirii sub vid a produselor de carne gătită, verificarea calității pentru pizza folosind vizualizarea computerizată, precum și dezvoltarea de filme comestibile pentru prelungirea termenului de valabilitate a fructelor și legumelor au fost popularizate pe scară largă în presă națională și internațională. Rezultatele cercetării lui au fost publicate în peste 200 de articole în reviste de prestigiu și mai mult de 200 de prezentări la conferințe.
Profesorul Sun a absolvit facultatea (cu distincție) și masteratul în Inginerie Mecanică și apoi doctoratul în Inginerie Chimică în China, înainte de a lucra la diferite universități în Europa.  A devenit prima persoană de naționalitate chineză angajat permanent de o universitate irlandeză când a primit poziția de Lector Universitar la Universitatea Națională a Irlandei în Dublin (University College Dublin) în 1995, iar apoi a fost promovat foarte rapid în pozițiile de Lector Principal, Conferențiar și Profesor. Profesorul Sun este acum Profesor de Ingineria Alimentelor și Biosistemelor și Director al Grupului de Cercetare în Refrigerarea Alimentelor și Tehnologii Computerizate în Domeniul Alimentelor la University College Dublin.
Un lider remarcabil în învățământul  superior de inginerie alimentară, Profesorul Sun a avut contribuții semnificative în domeniul ingineriei alimentare. A pregătit mulți doctoranzi, care apoi au adus contribuții personale în industrie și în domeniul academic. Profesorul Sun oferă în mod frecvent prelegeri despre noutăți în ingineria alimentelor în diverse instituții academice din lume, și a fost de multe ori invitat ca lector de onoare la conferințe internaționale. Datorită autorității științifice în ingineria alimentelor, i-au fost conferite poziții de profesor adjunct sau consultant de către zece universități de vârf din China, incluzând Universitatea Zhejiang, Universitatea  Shanghai Jiaotong, Institutul de Tehnologie Harbin, Universitatea Agricolă Chineză, Universitatea  de Tehnolgie a Sudului Chinei, Universitatea Jiangnan. Ca o recunoaștere a contribuțiilor deosebite în ingineria alimentelor pe plan mondial și pentru poziția de lider în domeniu, International Commission of Agricultural Engineering (CIGR) i-a decernat Premiul de Onoare al CIGR în 2000 și apoi din nou în 2006, Institution of Mechanical Engineers (IMechE) din Marea Britanie l-a numit specialistul în inginerie alimentară al anului 2004.
CIGR i-a decernat în 2008 Premiul de Recunoaștere CIGR în cinstea realizărilor deosebite, considerându-l unul dintre cei 1% mai valoroși oameni de știință din domeniul Ingineriei Agricole din lume. Conform Essential Science Indicators (ESI) al Thomson Scientific, actualizat la 1 iulie 2009 pentru o perioadă de 10 ani și patru luni (1 ianuarie 1999 - 30 aprilie 2009), un total de 2391 persoane sunt între cei 1% oameni de știință din lume în domeniul Ingineriei Agricole (ISI Web of Science). Profesorul Sun ocupă un loc de frunte în această listă, la poziția 36.  
Profesorul Sun este Fellow al Institution of Agricultural Engineers și al Engineers Ireland (The Institution of Engineers of Ireland). A primit numeroase distincții pentru excelență în predare și cercetare, incluzând ”Presidenta´s Research Fellowship” și de două ori Premiul de Cercetare al Președintelui de la University College Dublin. Este membru al comitetului executiv al CIGR și vice-președinte onorific al CIGR, Editor Șef al Food and Bioprocess Technology a ” International Journal (Springer), Editor al seriei de cărți a ”Contemporary Food Engineering” (CRC Press / Taylor & Francis), fost Editor al Journal of Food Engineering (Elsevier), și membru al Comitetului Editorial pentru Journal of Food Engineering (Elsevier), Journal of Food Process Engineering (Blackwell), Sensing and Instrumentation for Food Quality and Safety (Springer) și Czech Journal of Food Sciences. Este de asemenea Inginer Onorific.

## Premii  și Distincții
- CIGR Recognition Award, 2008, decernat de CIGR (International Commission of Agricultural Engineering)
- AFST(I) Fellow Award, 2007, decernat de Association of Food Scientists and Technologists (India) * CIGR Merit Award, 2006, decernat de CIGR (International Commission of Agricultural Engineering)
- President’s Research Fellowship, 2004/2005, decernat de University College Dublin
- Food Engineer of the Year Award, 2004, decernat de The Institution of Mechanical Engineers, UK
- CIGR Merit Award, 2000, decernat de CIGR (International Commission of Agricultural Engineering)
- President’s Research Award, 2000/2001, decernat de University College Dublin

## Lucrări
- Hyperspectral Imaging for Food Quality Analysis and Control, Elsevier (2009).
- Infrared Spectroscopy for Food Quality Analysis and Control, Elsevier, 416 pp., ISBN 978-0-12-374136-3 (2009).
- Modern Techniques for Food Authentication, Elsevier, 684 pp., ISBN 978-0-12-374085-4 (2008)
- Computer Vision Technology for Food Quality Evaluation, Elsevier, 608 pp., ISBN 978-0-12-373642-0 (2008)
- Computational Fluid Dynamics in Food Processing, CRC Press, 760 pp., ISBN 978-0-8493-9286-3 (2007)
- Handbook of Frozen Food Processing and Packaging, CRC Press, USA, 737 pp., ISBN 978-1-57444-607-4  (2006)
- Thermal Food Processing: New Technologies and Quality Issues, CRC Press, 640 pp., ISBN 978-1-57444-628-9 (2006)
- Emerging Technologies for Food Processing, Elsevier, 792 pp., ISBN 978-0-12-676757-5 (2005)
- Advances in Food Refrigeration, Leatherhead Publishing, 482 pp., ISBN 0-905748-83-2 (2001)
- The University Structure and Curricula on Agricultural Engineering, Food and Agriculture Organisation of the United Nations, 233 pp., ISBN 92-5-104447-3 (2000)